# 普里托博利諾耶區
54°54′32″N 65°05′04″E / 54.90889°N 65.08444°E
普里托博利諾耶區（俄语：Притобольный район），是俄羅斯的一個區，位於該國南部，由庫爾干州負責管轄，面積2,302平方公里，2010年該區人口14,592，人口密度每平方公里6.34人。